# Noël Chabanel
Saint Noël Chabanel (2 février 1613 - 8 décembre 1649) est un missionnaire jésuite qui vécut à Sainte-Marie-au-pays-des-Hurons, et fut l'un des martyrs canadiens.

## Biographie
Né à Saugues (Gévaudan, dans l'actuel département de la Haute-Loire), Chabanel entra au noviciat jésuite de Toulouse à l'âge de dix-sept ans, puis il fut professeur de rhétorique dans plusieurs collèges jésuites. Il était très estimé pour sa vertu et sa sagesse. En 1643, il fut envoyé en Nouvelle-France, et après avoir étudié la langue algonquine pendant un certain temps, il fut nommé à la mission de Sainte-Marie, où il demeura jusqu'à sa mort.
Dans ses tâches apostoliques, il fut le compagnon du père Charles Garnier. Ayant ressenti une répugnance pour le mode de vie des Hurons, et craignant que cela ne pût affecter la qualité de son travail, il jura de ne plus jamais quitter la mission.
Chabanel fut assassiné le 8 décembre 1649 par un Huron nommé Louis Honarreennha.

## Hommages

### Canonisation
Il a été canonisé par le pape Pie XI le 29 juin 1930 aux côtés des sept autres martyrs canadiens.

### Relique
Des reliques de Noël Chabanel ont été déposées à la basilique-cathédrale Notre-Dame de Québec.

### Dédicaces
Il y a une paroisse Saint-Noël-Chabanel dans le quartier lavallois de Saint-François-de-Laval, une autre dans le diocèse de Rimouski, et à Thetford Minesainsi qu'une desserte a Lambton.

## Culture populaire
Dans la série télé de science-fiction québécoise Les Rescapés, un jésuite nommé Noël Chabanel, né lui aussi en 1613, est le principal antagoniste.